# Charlie Puth
Charles Otto "Charlie" Puth Jr. (sinh ngày 2 tháng 12 năm 1991) là một nam ca sĩ, nhạc sĩ, nhà sản xuất thu âm người Mỹ, anh nổi tiếng một cách nhanh chóng từ những video phát hành trên trang mạng YouTube. Anh đã ra mắt hai đĩa EP, The Otto Tunes (2010) và Ego (2013), trên danh nghĩa một nghệ sĩ độc lập. Năm 2015, Anh ký hợp đồng với hãng Atlantic Records và phát hành đĩa đơn debut Marvin Gaye, hợp tác với ca sĩ Meghan Trainor. Đĩa đơn đã được chứng nhận 2× Bạch kim ở Úc, dẫn đầu các bảng xếp hạng ở New Zealand, Ireland, và Vương quốc Anh và đạt hạng 7 ở bảng xếp hạng Billboard Hot 100 của Mỹ. Charlie đồng sáng tác, sản xuất và góp giọng trong ca khúc See you again của Wiz Khalifa từ album Furious 7 để tưởng nhớ nam diễn viên quá cố Paul Walker. Ngày 1 tháng 5 năm 2016, anh phát hành đĩa EP Some Type of Love. Album debut của anh Nine Track Mind được cho phép đặt hàng trước vào ngày 20 tháng 8 năm 2015 song song với đĩa đơn "One Call Away", và được chính thức phát hành vào ngày 29 tháng 1 năm 2016. Vào năm 2017, anh phát hành hai đĩa đơn "Attention" và "How long" từ album phòng thu thứ hai Voicenotes được phát hành vào ngày 11 tháng 5 năm 2018. Ngoài ra, trong năm 2018 anh phát hành thêm 2 đĩa đơn thuộc album Voicenotes là "Done for me" hợp tác cùng Kehlani và "The Way I Am". Hiện anh đang sáng tác các ca khúc cho album tiếp theo sắp được ra mắt người hâm mộ vào năm 2019. 

## Tiểu sử
Charles Otto Puth Jr. được sinh ra vào ngày 2 tháng 12 năm 1991 tại Rumson, New Jersey, bởi mẹ là Debra, một giáo viên âm nhạc, người viết quảng cáo cho HBO, và cha là Charles Otto Puth Sr., một thợ xây và môi giới bất động sản. Anh ấy có hai người em sinh đôi Stephen và Mikaela.
Cả ba đều có cha là người Công giáo và mẹ là người Do Thái. Charles Sr. có mẹ là người gốc Ý và cha là người gốc Đức và Hungary.
Khi mới hai tuổi, lông mày bên phải của Puth đã bị sẹo vĩnh viễn trong một lần bị chó cắn suýt chết. Mẹ anh giới thiệu anh với âm nhạc cổ điển và bắt đầu dạy anh chơi piano từ năm 4 tuổi. Anh ấy bắt đầu học nhạc jazz từ năm 10 tuổi và đã tham gia vào một buổi hòa tấu nhạc jazz dành cho thanh thiếu niên vào mùa hè tại Trường học Cool Basie Theatre's Cool School ở Red Bank, New Jersey lúc 12 tuổi. Puth được Rạp Count Basie thuê để đóng trong vở Charlie Brown. Năm lớp sáu, anh ấy đã đi từng nhà một để bán album Giáng sinh có tên Have a Very Charlie Christmas do anh ấy thu âm và sản xuất, thu về 600 đô la Mỹ.
Anh theo học tại trường Holy Cross, trường trung học cơ sở Rumson và trường Forrestdale, trước khi học và tốt nghiệp tại trường trung học phổ thông Rumson-Fair Haven Regional High School vào năm 2010. Trong suốt thời gian học lớp 7 đến năm cuối cấp, anh theo học tại Trường Âm nhạc Dự bị Đại học Manhattan với chuyên ngành piano jazz và ngành phụ là nhạc cổ điển.. Puth tốt nghiệp Đại học Âm nhạc Berklee năm 2013, nơi anh học chuyên ngành sản xuất và kỹ thuật âm nhạc.

## Sự nghiệp

### 2009–2014: Bắt đầu sự nghiệp
Vào tháng 9 năm 2009, anh bắt đầu kênh YouTube của riêng mình, mang tên Charlies Vlogs, đăng các video hài và các bản cover acoustic. Năm 2010, Puth phát hành video âm nhạc cho bài hát đầu tiên của anh ấy, "These Are My Sexy Shades". Vào tháng 12 năm 2010, anh ấy đã phát hành đĩa mở rộng đầu tay của mình, The Otto Tunes, một bản đơn ca. Năm 2011, anh ấy đã thắng một cuộc thi video trực tuyến do Perez Hilton tài trợ tên là Can You Sing?, với bài "Someone like You" của Adele biểu diễn cùng Emily Luther. Cùng năm đó  Ellen DeGeneres thông báo rằng cô ấy đã ký hợp đồng với Puth và Luther cho hãng của mình, eleveneleven, sau khi xem màn trình diễn của họ trong ca khúc "Someone like You". Puth và Luther đã biểu diễn bài hát trong chương trình này. Vào tháng 12 năm 2012, anh phát hành đĩa đơn, "Break Again", với sự góp giọng của Emily Luther. Video âm nhạc được phát hành vài ngày sau đó. Vào ngày 25 tháng 1 năm 2012, Puth và Luther đã biểu diễn bài hát này và bài "Need You Now" của Lady Antebellum trên The Ellen DeGeneres Show. Puth cũng đã biểu diễn tại một sự kiện hỗ trợ trung tâm Xóa sổ ung thư máu DKMS, trung tâm hiến tặng tủy xương lớn nhất thế giới, vào tháng 10 năm 2012. Puth rời eleveneleven vào cuối năm 2012.
Vào ngày 23 tháng 10 năm 2013, anh ấy đã phát hành đĩa đơn mở rộng thứ hai của mình, Ego, bằng cách phát hành trực tuyến. Puth được ghi nhận là người sản xuất và viết các bài hát và âm thanh cho YouTube personalities. Anh ấy đã viết bài hát chủ đề cho podcast Shane and Friends của Shane Dawson và tiểu phẩm, âm thanh giới thiệu cho các video của gia đình Vlogger SHAYTARDS, bài hát chủ đề gốc cho vlog Internet Killed Television của Charles Trippy, và bài hát cho chuyến lưu diễn và phim của nhóm YouTube Our 2nd Life, cũng như một số đĩa đơn cho thành viên Ricky Dillon của Our 2nd Life. Năm 2014, anh phát hành đĩa đơn "L.U.V." Video âm nhạc do Andrew Vallentine làm đạo diễn Cùng năm đó, anh đồng sáng tác bài hát "Celebrate" trên album phòng thu thứ tám của Pitbull có tên Globalization.

### 2015–2016: "See You Again" vàNine Track Mind

Puth biểu diễn "See You Again" với Wiz Khalifa vào năm 2015

Đầu năm 2015, Puth đã ký hợp đồng với APG/Atlantic và các bản nhạc trước đó của anh ấy đã bị xóa khỏi iTunes. Vào tháng 2 năm 2015, Puth phát hành đĩa đơn đầu tay "Marvin Gaye", có sự góp mặt của ca sĩ-nhạc sĩ người Mỹ Meghan Trainor. Đĩa đơn đã được nhận 2 lần chứng nhận Bạch kim tại Úc, đứng đầu bảng xếp hạng tại New Zealand, Ireland, và Vương quốc Anh, đồng thời đạt vị trí thứ 21 trên Billboard Hot 100. Puth đã viết, đồng sản xuất và góp giọng trong một bài hát với Wiz Khalifa, "See You Again", để tưởng nhớ Paul Walker, có trong nhạc phim Furious 7. Khalifa viết lời rap, phần còn lại của bài hát được viết bởi Puth. Bài hát đạt vị trí quán quân trên bảng xếp hạng Hot 100 trong 12 tuần không liên tiếp. "See You Again" đã được đề cử ba Giải Grammy: Bài hát của năm, Màn trình diễn của nhóm nhạc pop xuất sắc nhất và Bài hát hay nhất viết cho Visual Media. Nó cũng lọt vào danh sách Bài hát của năm cho Giải thưởng âm nhạc của BBC và được đề cử cho Giải Quả cầu vàng hạng mục Bài hát gốc hay nhất tại Giải Quả cầu vàng lần thứ 73. Anh ấy đã sản xuất bài hát "Slow Motion" cho Trey Songz và đã sắp xếp các buổi họp với Jason Derulo và Lil Wayne.
Puth đóng vai người yêu của Meghan Trainor trong video âm nhạc của cô ấy có tên "Dear Future Husband", phát hành vào tháng 3 năm 2015. Trong video, cô ấy gặp Puth trên dịch vụ hẹn hò trực tuyến và anh ấy đến gặp Trainor với một chiếc bánh pizza, điều này đã thành công trong việc gây ấn tượng với cô ấy. Vào ngày 1 tháng 5 năm 2015, Puth đã phát hành đĩa đơn mở rộng Some Type of Love gồm 5 bài hát. Vào tháng 6 năm 2015, anh phát hành đĩa đơn "nothing but Trouble" với Lil Wayne , từ nhạc phim tài liệu 808: The Movie. Trong năm 2015, Puth đã thực hiện một số album cho những nghệ sĩ khác. Anh ấy đồng sáng tác và sản xuất "Broke" và "Pull Up" cho album Everything Is 4 của Jason Derulo,  đồng sáng tác "Bombastic" với Bonnie McKee trong album cùng tiêu đề, và sản xuất "Working Class Heroes (Work)" trong album Heart Blanche của CeeLo Green.
Album phòng thu đầu tay của Puth Nine Track Mind bắt đầu mở cho đặt trước vào ngày 20 tháng 8 năm 2015, cùng với đĩa đơn thứ hai "One Call Away". Bài hát này đạt vị trí thứ 12 tại Hoa Kỳ, 26 tại Vương quốc Anh và 4 tại Úc. Đến tháng 6 năm 2017, bài hát đã bán được 1.575.475 bản trong nước. Puth đã phát hành một bản phối lại cho bài hát, mang tên "One Call Away (Coast to Coast Mix)", cùng rapper người Mỹ nổi tiếng Tyga, ca sĩ người Mỹ Ty Dolla Sign và Brett Eldredge và ca sĩ người Mexico Sofia Reyes.
Album đầu tay của anh ấy, Nine Track Mind, được phát hành vào ngày 29 tháng 1 năm 2016. Album ra mắt ở vị trí thứ ba tại Vương quốc Anh. Album đã đạt vị trí thứ 6 trên [[Billboard 200|Billboard 200] ]. Nó cũng nhận được số điểm 37 trên 100 trên Metacritic, trở thành album bị đánh giá tệ thứ 15 trên trang web. Puth bắt đầu buổi hòa nhạc trực tiếp đầu tay của mình, Nine Track Mind Tour, vào tháng 3 năm 2016.

Năm 2016, Puth là nhạc sĩ đầu tiên ký hợp đồng với Deutsch Music, một công ty con của Deutsch Inc.

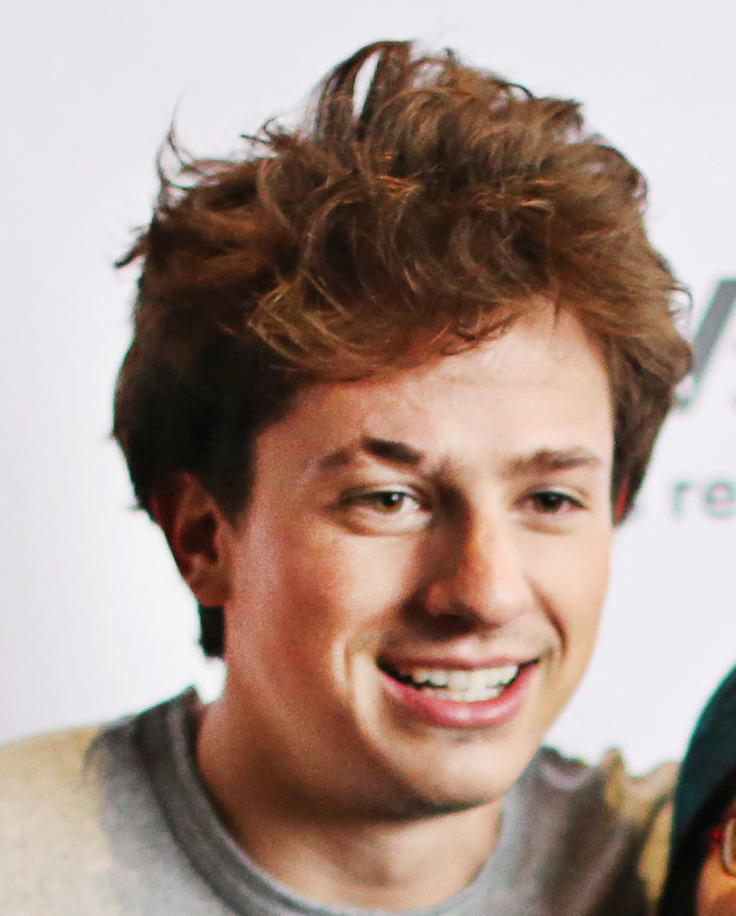
Puth tại sự kiện LG năm 2017

### 2017–2018:Voicenotes
Vào ngày 21 tháng 4 năm 2017, Puth đã phát hành "Attention", đĩa đơn chủ đề trong album phòng thu thứ hai Voicenotes của anh ấy.  Bài hát đạt vị trí cao nhất trên Billboard Hot 100, trở thành đĩa đơn có thứ hạng cao nhất của anh ấy trên bảng xếp hạng với tư cách là nghệ sĩ solo tính đến tháng 4 năm 2022. Đĩa đơn thứ hai từ Voicenotes, "How Long", được phát hành vào ngày 5 tháng 10 năm 2017 và đạt vị trí thứ 21 trên Billboard Hot 100. Puth cũng cộng tác với Liam Payne của One Direction trong đĩa đơn "Bedroom Floor", do anh ấy đồng sản xuất và cung cấp giọng nền. Năm 2018, anh góp mặt trong đĩa đơn "Sober". Vào ngày 4 tháng 1 năm 2018, Puth đã phát hành đĩa đơn quảng bá đầu tiên từ Voicenotes, "If You Leave Me Now" hợp tác với Boyz II Men. Puth cũng thông báo rằng anh ấy sẽ dời ngày phát hành sang ngày 11 tháng 5 năm 2018, từ ngày phát hành ban đầu là ngày 19 tháng 1 năm 2018.
Vào ngày 15 tháng 3 năm 2018, "Done for Me" được phát hành dưới dạng đĩa đơn thứ ba từ Voicenotes. Bài hát có ca sĩ Kehlani góp giọng. Bài hát đạt vị trí thứ 53 trên Billboard Hot 100. Vào ngày 25 tháng 3 năm 2018, Puth phát hành đĩa đơn thứ tư "Change" kết hợp với James Taylor. Một ngày trước đó, Puth đã hát bài hát này tại sự kiện March for Our Lives ở Los Angeles.  Album còn có bài hát "The Way I Am" là đĩa đơn thứ năm.
Voicenotes được phát hành vào ngày 11 tháng 5 năm 2018, nhìn chung nhận được đánh giá tích cực từ các nhà phê bình; nó ra mắt và đạt vị trí thứ 4 trên [[Billboard 200] của Hoa Kỳ |Billboard 200]] với 58.000 điểm album trong đó 39.000 là doanh số bán album thuần túy. Puth bắt tay vào Voicenotes Tour vào năm 2018, với Hailee Steinfeld là khách mời đặc biệt.

### 2019–nay:Charlie
Vào tháng 8 năm 2019, Puth phát hành "I Warned Myself"; một đĩa đơn khác, "Mother ", được phát hành vào tháng 9, và phần thứ ba, "Cheating on You", vào tháng 10. Đầu năm 2020, Puth công bố rằng anh ấy đã bỏ đi những gì anh ấy đã viết cho album phòng thu thứ ba của mình; vào năm 2022, anh ấy đã nhận xét rằng anh ấy "không thực sự thích bất kỳ bản nhạc nào" mà anh ấy đã phát hành vào năm 2019 và rằng anh ấy "cảm thấy như [anh ấy] đang cố tỏ ra là một chàng trai ngầu". Anh ấy đã phát hành "Girlfriend" vào tháng 6 và "Hard on Yourself", hợp tác với Blackbear, vào tháng 8. Tháng 9 năm 2021, Puth phát hành "After All" với Elton John, một phần trong album The Lockdown Sessions của Elton John.
Cùng tháng đó, anh ấy bắt đầu ghi lại trên TikTok một quá trình "kết hợp một loạt suy nghĩ và tiếng ồn dường như ngẫu nhiên được tạo ra với các đồ vật khác nhau thành một bài hát pop", quá trình này đã trở nên rất nổi trên nền tảng này; điều này đã dẫn đến việc phát hành "Light Switch" vào ngày 20 tháng 1 năm 2022, là đĩa đơn đầu tiên trong album phòng thu thứ ba của anh ấy, Charlie. Tiếp theo là "That's Hilarious" vào tháng 4 và "Left and Right" hợp tác với Jungkook vào tháng 6. Vào ngày 7 tháng 7, Puth tiết lộ ảnh bìa và ngày phát hành cảu Charlie. "Smells Like Me", "I Don't Think That I Like Her", và "Charlie Be Quiet!" tất cả đều được phát hành vào tháng 9. Charlie được phát hành vào ngày 7 tháng 10 cùng với một video âm nhạc cho bài hát "Loser".

## Danh sách đĩa nhạc
- Nine Track Mind (2016)
- Voicenotes (2018)
- Charlie (2022)

## Giải thưởng và đề cử
- A
- Ă
- Â
- B
- C
- Đ
- E
- G
- H
- I
- J
- M
- N
- R
- T
- Ư

| Giải thưởng                     | Năm  | Hạng mục                                   | Đề cử cho               | Kết quả      | Nguồn   |
| ------------------------------- | ---- | ------------------------------------------ | ----------------------- | ------------ | ------- |
| American Music Awards           | 2015 | Collaboration of the Year                  | "See You Again"         | Đề cử        | [ 83 ]  |
| American Music Awards           | 2015 | Song of the Year                           | "See You Again"         | Đề cử        | [ 83 ]  |
| Billboard Music Awards          | 2016 | Top Hot 100 Song                           | "See You Again"         | Đoạt giải    | [ 84 ]  |
| Billboard Music Awards          | 2016 | Top Rap Song                               | "See You Again"         | Đoạt giải    | [ 84 ]  |
| Billboard Music Awards          | 2016 | Top New Artist                             | Anh ấy                  | Đề cử        | [ 84 ]  |
| Billboard Music Awards          | 2016 | Top Radio Song                             | "See You Again"         | Đề cử        | [ 84 ]  |
| Billboard Music Awards          | 2016 | Top Selling Song                           | "See You Again"         | Đề cử        | [ 84 ]  |
| Billboard Music Awards          | 2016 | Top Streaming Song (Video)                 | "See You Again"         | Đề cử        | [ 84 ]  |
| Billboard Music Awards          | 2018 | Top Radio Song                             | "Attention"             | Đề cử        | [ 85 ]  |
| Billboard Music Awards          | 2018 | Top Radio Songs Artist                     | Anh ấy                  | Đề cử        | [ 85 ]  |
| Billboard Music Awards          | 2021 | Top Collaboration                          | "I Hope"                | Đoạt giải    | [ 86 ]  |
| Billboard Music Awards          | 2021 | Top Country Song                           | "I Hope"                | Đoạt giải    | [ 86 ]  |
| Billboard Music Awards          | 2021 | Top Hot 100 Song                           | "I Hope"                | Đề cử        | [ 86 ]  |
| Billboard Music Awards          | 2021 | Top Selling Song                           | "I Hope"                | Đề cử        | [ 86 ]  |
| Billboard Music Awards          | 2021 | Top Radio Song                             | "I Hope"                | Đề cử        | [ 86 ]  |
| Critics' Choice Movie Awards    | 2016 | Best Song                                  | "See You Again"         | Đoạt giải    | [ 87 ]  |
| E! People's Choice Awards       | 2022 | The Collaboration Song of 2022             | "Left and Right"        | Chưa công bố | [ 88 ]  |
| E! People's Choice Awards       | 2022 | The Male Artist of 2022                    | Anh ấy                  | Chưa công bố | [ 88 ]  |
| E! People's Choice Awards       | 2022 | The Music Video of 2022                    | "Left and Right"        | Chưa công bố | [ 88 ]  |
| E! People's Choice Awards       | 2022 | The Social Celebrity of 2022               | Anh ấy                  | Chưa công bố | [ 88 ]  |
| Gaon Chart Music Awards         | 2017 | International Rising Star of the Year      | Anh ấy                  | Đoạt giải    | [ 89 ]  |
| MBC Plus X Genie Music Awards   | 2018 | Best International Artist                  | Anh ấy                  | Đoạt giải    | [ 90 ]  |
| Golden Globe Awards             | 2016 | Best Original Song                         | "See You Again"         | Đề cử        | [ 91 ]  |
| Grammy Awards                   | 2016 | Song of the Year                           | "See You Again"         | Đề cử        | [ 92 ]  |
| Grammy Awards                   | 2016 | Best Pop Duo/Group Performance             | "See You Again"         | Đề cử        | [ 92 ]  |
| Grammy Awards                   | 2016 | Best Song Written for Visual Media         | "See You Again"         | Đề cử        | [ 92 ]  |
| Grammy Awards                   | 2019 | Best Engineered Album, Non-Classical       | Voicenotes              | Đề cử        | [ 93 ]  |
| Hollywood Music in Media Awards | 2015 | Song – Feature Film                        | "See You Again"         | Đoạt giải    | [ 94 ]  |
| iHeartRadio Music Awards        | 2016 | Best Collaboration                         | "See You Again"         | Đề cử        | [ 95 ]  |
| iHeartRadio Music Awards        | 2016 | Best Lyrics                                | "See You Again"         | Đề cử        | [ 95 ]  |
| iHeartRadio Music Awards        | 2016 | Best Song from a Movie                     | "See You Again"         | Đề cử        | [ 95 ]  |
| iHeartRadio Music Awards        | 2021 | Best Collaboration                         | "I Hope"                | Đề cử        | [ 96 ]  |
| iHeartRadio Music Awards        | 2021 | Best Lyrics                                | "I Hope"                | Đề cử        | [ 96 ]  |
| Joox Thailand Music Awards      | 2017 | International Artist of the Year           | Anh ấy                  | Đoạt giải    | [ 97 ]  |
| Melon Music Awards              | 2022 | Best Pop Artist                            | Anh ấy                  | Đoạt giải    | [ 98 ]  |
| MTV Europe Music Awards         | 2015 | Best Song                                  | "See You Again"         | Đề cử        | [ 99 ]  |
| MTV Europe Music Awards         | 2015 | Best Collaboration                         | "See You Again"         | Đề cử        | [ 99 ]  |
| MTV Europe Music Awards         | 2016 | Best Push Act                              | Anh ấy                  | Đề cử        | [ 100 ] |
| MTV Video Music Awards          | 2017 | Best Collaboration                         | "We Don't Talk Anymore" | Đề cử        | [ 101 ] |
| Nickelodeon Kid's Choice Awards | 2016 | Favourite Collaboration                    | "See You Again"         | Đoạt giải    | [ 102 ] |
| Radio Disney Music Awards       | 2016 | Breakout Artist of the Year                | Anh ấy                  | Đề cử        | [ 103 ] |
| Radio Disney Music Awards       | 2016 | Best Crush Song                            | "One Call Away"         | Đề cử        | [ 103 ] |
| Teen Choice Awards              | 2015 | Choice Music: R&B/Hip-Hop Song             | "See You Again"         | Đoạt giải    | [ 104 ] |
| Teen Choice Awards              | 2015 | Choice Music: Song from a Movie or TV Show | "See You Again"         | Đoạt giải    | [ 104 ] |
| Teen Choice Awards              | 2015 | Choice Music: Collaboration                | "See You Again"         | Đề cử        | [ 104 ] |
| Teen Choice Awards              | 2016 | Choice Music: Breakout Artist              | Anh ấy                  | Đề cử        | [ 105 ] |
| Teen Choice Awards              | 2016 | Choice Music: Break-Up Song                | "We Don't Talk Anymore" | Đề cử        | [ 105 ] |
| Teen Choice Awards              | 2016 | Choice Music: Male Artist                  | Anh ấy                  | Đề cử        | [ 105 ] |
| Teen Choice Awards              | 2016 | Choice Music Single: Male                  | "One Call Away"         | Đề cử        | [ 105 ] |
| Teen Choice Awards              | 2018 | Choice Song: Male Artist                   | "Attention"             | Đề cử        | [ 106 ] |
| Teen Choice Awards              | 2018 | Choice Summer Male Artist                  | Anh ấy                  | Đề cử        | [ 106 ] |
| Teen Choice Awards              | 2018 | Choice Summer Tour                         | The Voicenotes Tour     | Đề cử        | [ 106 ] |
| Telehit Awards                  | 2016 | Male Soloist of the Year                   | Anh ấy                  | Đề cử        | [ 107 ] |
| Telehit Awards                  | 2017 | Male Soloist of the Year                   | Anh ấy                  | Đề cử        | [ 108 ] |

1. 1 2 3 4 5 6 7  shared with Gabby Barrett
2. 1 2  shared with Jungkook
3. ↑  shared with Justin Franks, Andrew Cedar, and Cameron Thomaz
4. ↑  shared with Selena Gomez